# Buenavista, Ixhuacán de los Reyes
Buenavista är en ort i Mexiko.   Den ligger i kommunen Ixhuacán de los Reyes och delstaten Veracruz, i den sydöstra delen av landet, 210 km öster om huvudstaden Mexico City. Buenavista ligger 2 176 meter över havet och antalet invånare är 277.
Terrängen runt Buenavista är varierad. Runt Buenavista är det ganska tätbefolkat, med 166 invånare per kvadratkilometer. Närmaste större samhälle är Coatepec, 17,7 km nordost om Buenavista. Omgivningarna runt Buenavista är en mosaik av jordbruksmark och naturlig växtlighet.